# Fläckfenad fjärilsfisk
Fläckfenad fjärilsfisk (Parachaetodon ocellatus) är en fiskart som först beskrevs av Cuvier, 1831.  Fläckfenad fjärilsfisk ingår i släktet Parachaetodon och familjen Chaetodontidae. Inga underarter finns listade i Catalogue of Life.
Arten förekommer i östra Indiska oceanen och västra Stilla havet från södra Indien och Sri Lanka över Sydostasien och Australien till södra Japan och Oceanien. Fläckfenad fjärilsfisk vistas i grunda havsområden med ett djup mellan 3 och 95 meter. Den hittas ofta vid korallrev men den besöker även sandig botten med sjögräs eller med glest fördelade svampdjur.
Fläckfenad fjärilsfisk bildar par. Den äter havslevande ryggradslösa djur och kanske svampdjur.
Avel av arten i akvarium beskrivs som problematiskt. IUCN kategoriserar arten globalt som livskraftig.